# アウエルシュテット
アウエルシュテット (Auerstedt) は、ドイツ中部、テューリンゲン州ヴァイマラー・ラント郡に属するゲマインデ（基礎自治体、町）のひとつである。日本語文献ではアウエルシュタットと書かれることも多い（英語文献で多く見られる "Auerstadt" を、ドイツ語の伝統的なカナ転写規則に基づきカタカナ化したもの）。古いドイツ語文献には、この町は発音上は同じになる "Auerstädt" と記されていることも多く、これが上記の英語表記の由来となった。
町は、テューリンゲン州の東北部、ザクセン＝アンハルト州との州境に接し、バート・ズルツァの西隣にある。イェーナ（イエナ）から北へ約15km、ヴァイマル（ワイマール）から北東へ約20kmに位置する。
この町は、1806年10月14日にナポレオン軍とプロイセン軍とが対戦した「イエナ・アウエルシュタットの戦い」での戦場の1つとなった。その際に、プロイセン軍の総司令部が置かれていた建物が保存されている。現在は博物館となっていて、戦場を再現した巨大なジオラマが展示してある。

## 地方自治
アウエルシュテットは、独立した地方自治体であるが、人口数が少なく財政基盤が弱いため単独では十分な行政サービスを行えない。そのため、周辺の11の小規模自治体と共に、業務の多くを隣接するバート・ズルツァ市に委託している。

## 引用
1. ↑  Bevölkerung der Gemeinden vom Thüringer Landesamt für Statistik